# 気管

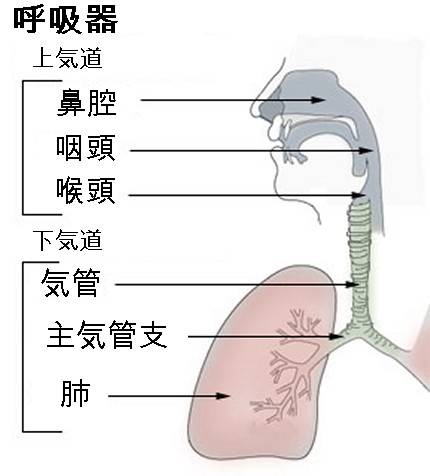
ヒトの呼吸器官の模式図。ヒトの気管は成体で約10 cmの長さである。

気管（きかん、英語: trachea）は、一部の動物の体において、空気を取り入れるための管状の呼吸器である。脊椎動物、節足動物と有爪動物にこの名称の器官が存在するものの、それぞれの起源と機能は異なる。共通点は空気の流通する管だという点である。

## 脊椎動物の気管

### 構造
肺を持ち、空気呼吸する脊椎動物では、ガス交換の場である肺胞と咽頭を結ぶ空気の流通路があり、これを気道と呼ぶ。この気道のうち、咽頭（第6頸椎）に始まり第5胸椎の高さで左右の肺に向けて分岐するまでの対を成さない1本の管を気管と呼ぶ。左右の肺へ、さらに個々の肺胞に向けて繰り返し分岐する部分は気管支である。肺と同様に咽頭の腹壁が陥入して盲管を成したものが起源であるため、内面は消化管と同様に内胚葉性の粘膜である。この気管と気管支内面の粘膜には繊毛が発達しており、呼吸器内部から粘液の連続した流れをつくり出している。呼吸器内に入り込んだり感染症などによって生じたりした異物は、この流れによって咽頭に向けて排出される。
気管は基本的に連続して空気が出入りし続ける管であるため、食物を摂取するときだけ物体が通過する食道と異なり、常に潰れないように内腔が確保されていなければならない。そのため、気管の外側は気管軟骨と呼ばれるC字形の軟骨が連続して積み重なった構造になっており、頸部の動きに伴う屈曲が容易な柔軟性を保ちながら、つぶれないような強度を確保している。
気管の開始部には喉頭と呼ばれる複雑な構造が発達しており、食物が誤って気管内に侵入するのを防いでいるほか、哺乳類では発声器官の声帯を生じている。

### ヒトの気管
ヒトの気道は第6頸椎から第7頸椎の位置で咽頭から気管に移行する。気管の長さは約10cmで直径は2〜2.5cmである。気管の内腔は粘膜になっている。気管の外側は気管軟骨によって囲まれ吸気時の陰圧で凹まないようになっている。

## 汎節足動物の気管
汎節足動物の中で、有爪動物と節足動物の一部が気管と呼ばれる呼吸器官を持つ。脊椎動物のものとは異なり、これらの動物の気管は空気の流通だけでなく、肺のようにガス交換の役割も担っている。気管は体表の開口部、いわゆる気門（きもん、spiracle）を介して空気の出入りをする。気管と気門でできたこのシステムの全体は気管系（tracheal system）と呼ぶ。また、節足動物と有爪動物の気管系はお互いに別起源で、節足動物の内部系統においても複数の起源を持つ（収斂進化の結果）。

### 節足動物の気管

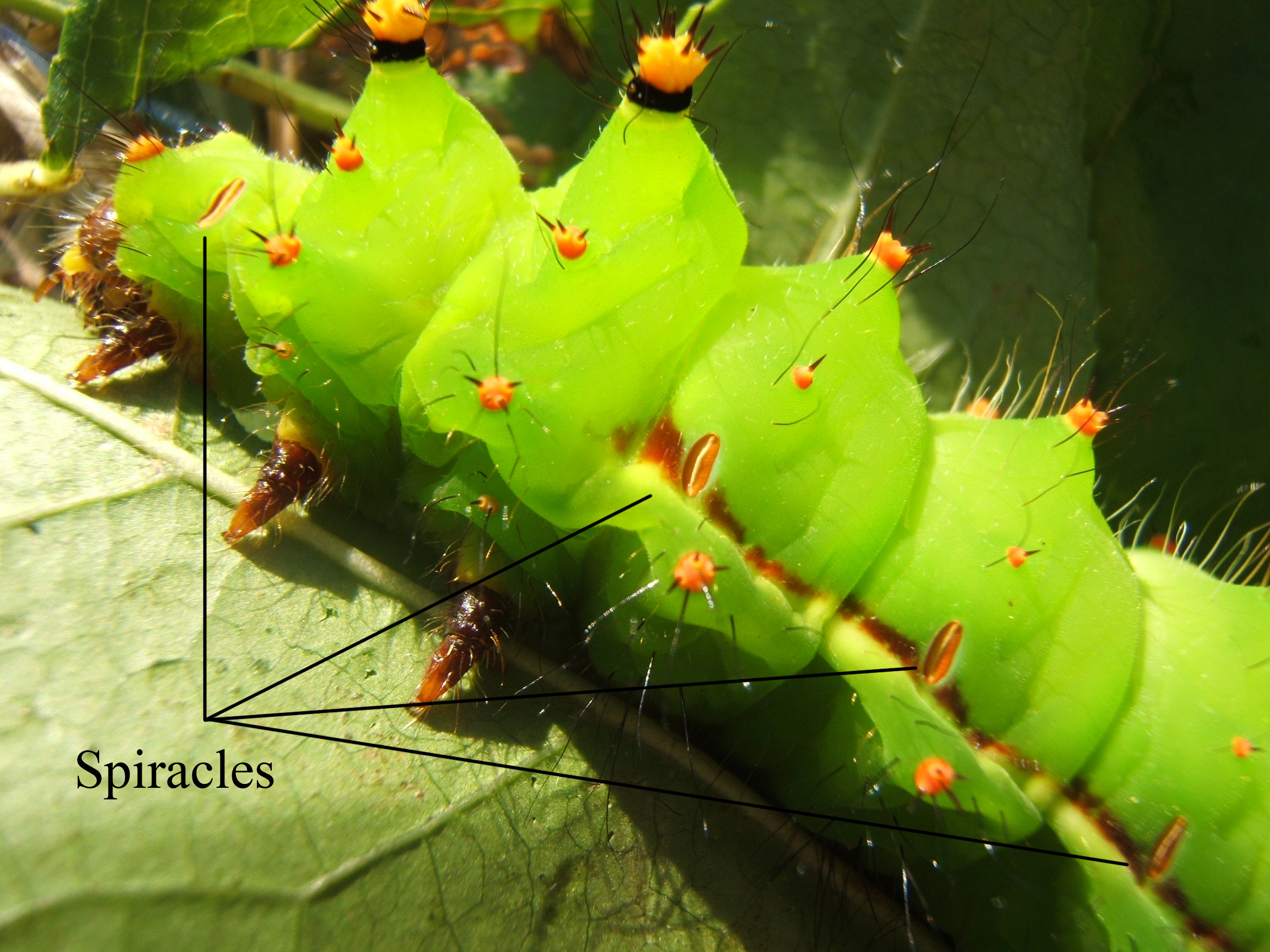
イモムシの気門
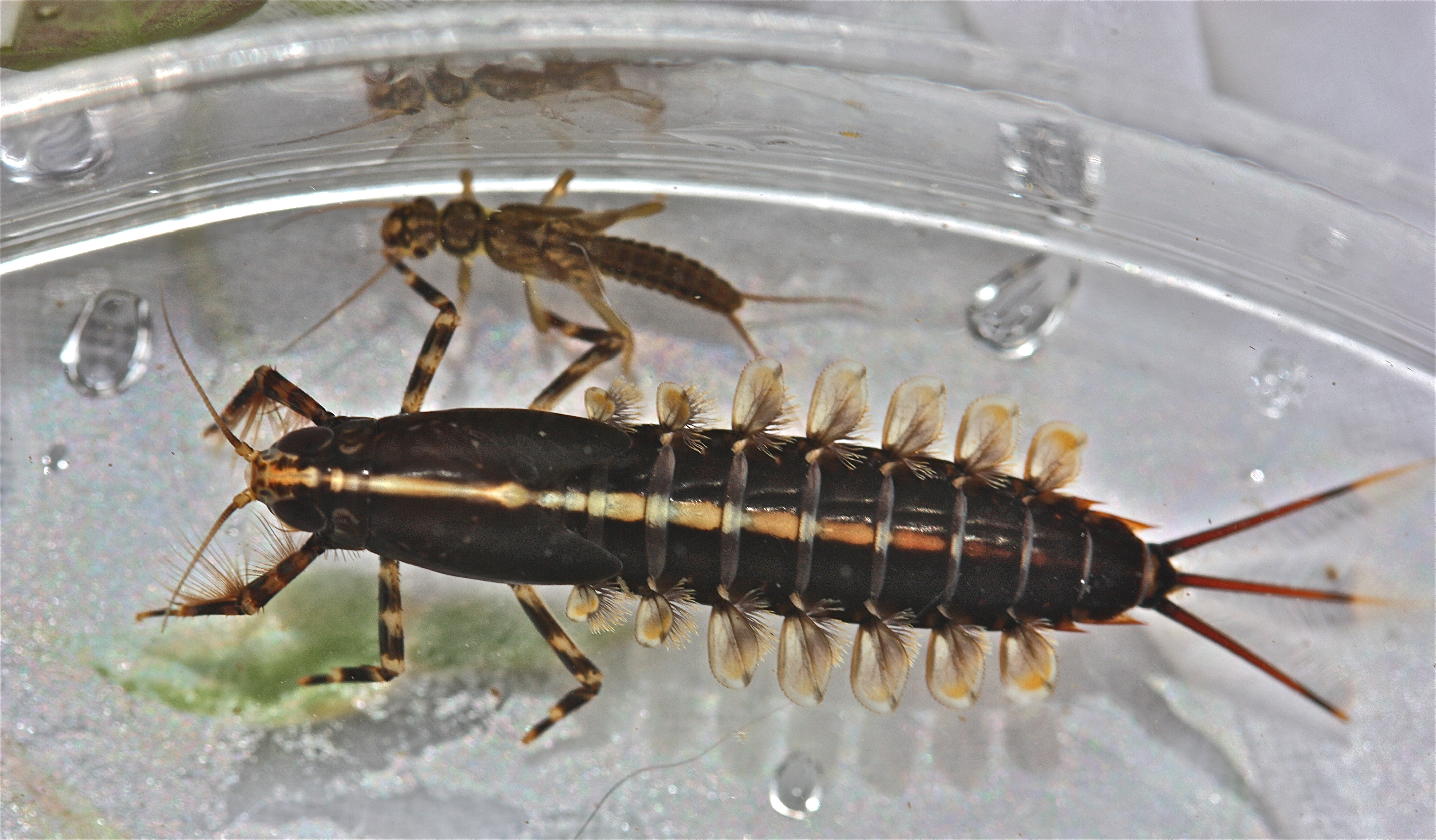
カゲロウの幼虫。気管鰓が腹部左右に並ぶ。
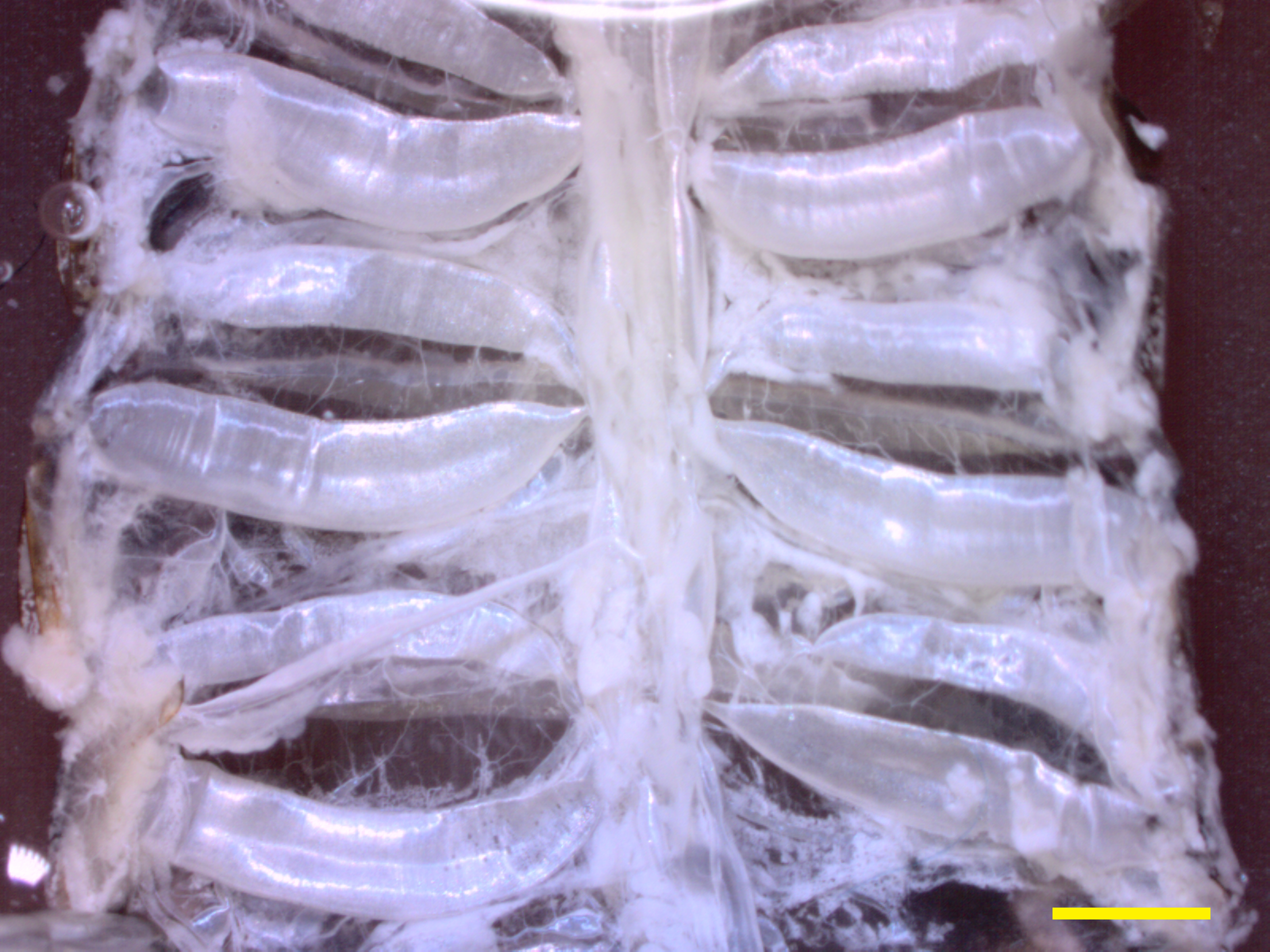
ゴキブリの気嚢

陸上性の節足動物は多くが気管を持つ。これは六脚類（昆虫など）、多足類（ムカデ・ヤスデなど）、および一部の陸棲鋏角類（ヒヨケムシ・カニムシ・ザトウムシ・ダニ・一部のクモ）に見られ、それぞれ独自に起源すると考えられる。
節足動物の気管は体表の気門から管状に体内に落ち込んだものであり、内面は外胚葉性で、多くの場合はクチクラ（taenidium）に覆われている。気管は体内で細かく枝分かれし、最終的に気管小枝（tracheole）と呼ばれる細かい管になる。これは筋肉などの組織に直結し、往々にしてクチクラを持たない。昆虫の場合、気門のすぐ裏には開閉を行う弁状の構造（valve）がある。なお、一部の水生昆虫（カゲロウの幼虫など）は気管系の気門が封鎖し、代わりに水中呼吸用の気管鰓（tracheal gill）をもつ。
空気中の酸素は主に拡散によって気門から気管を通り、気管小枝にまで到る。体内組織のガス交換は主に気管小枝の内壁を経て行われ、酸素を取り入れては二酸化炭素を排出する。二酸化炭素も同様に、気管から気門を経て、拡散によって空気中に放出される。なお、気管の一部が袋状に拡大して気嚢（きのう、air sac）と呼ばれる構造を形成する場合もあり、これを伸縮することで、拡散に頼らずに空気を能動的に入れ替えることができる。このシステムは昆虫で特に発達し、呼吸の際にそれを順序よく伸縮を繰り返す。鋏角類の中では、ヒヨケムシが似たような構造をもつ例がある。体内に広がった気嚢からは体内組織まで比較的短い距離ですみ、このことが高いエネルギーを必要とする活動を助けており、体重の軽減にも役立つ。また、セミの雄の腹部のように、気嚢が体内に巨大な空洞を作り出して鳴き声の共鳴装置になっている場合もある。
気管小枝以外の気管系内面のクチクラは、脱皮に際に外骨格とともに脱ぎ捨られ、更新される。例えばセミが羽化した後の終齢幼虫の脱皮殻を観察すると、内側に白いひも状のものが見える。これが、脱ぎ捨てられた気管内面のクチクラである。

### 有爪動物の気管

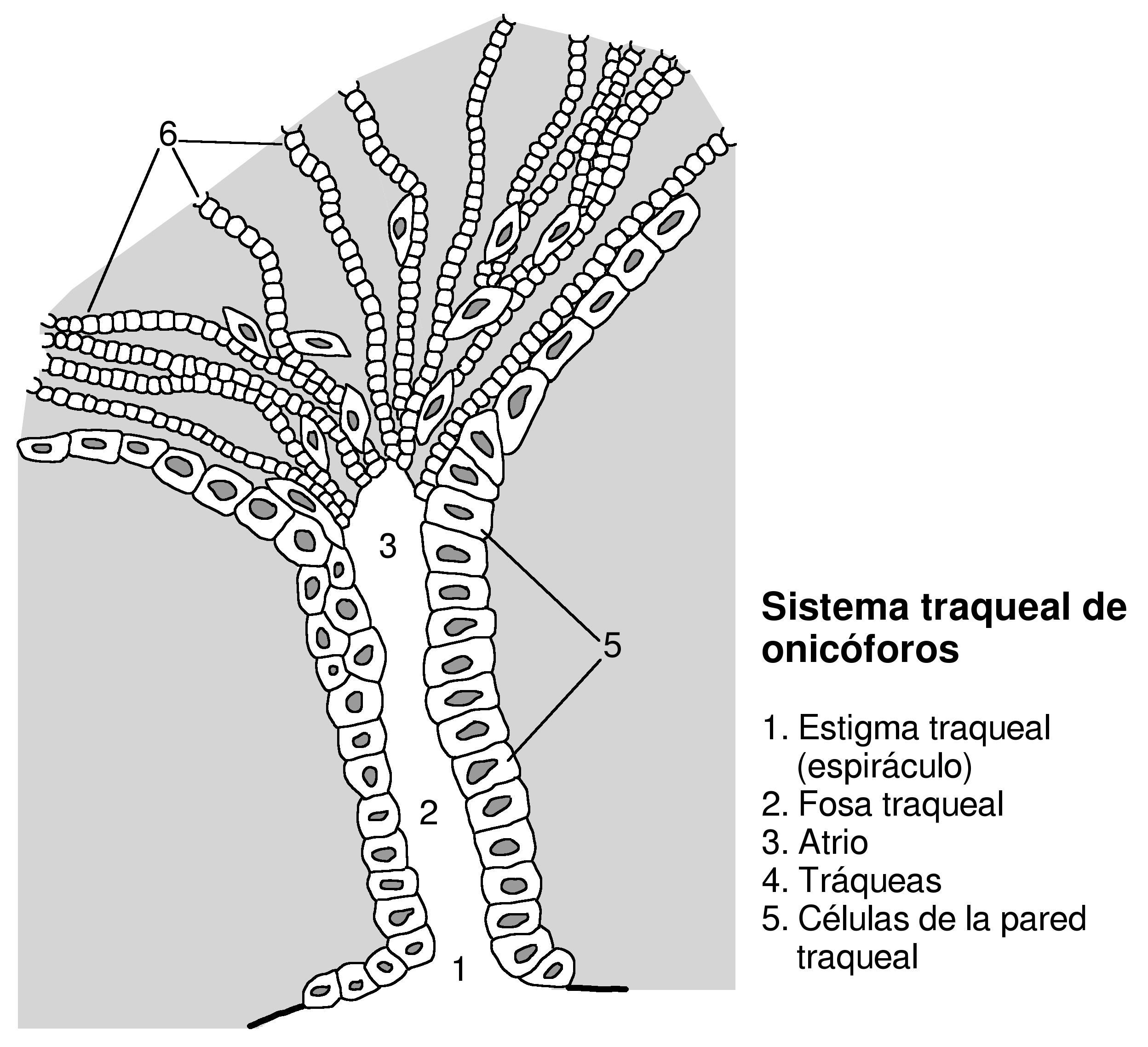
カギムシの気管系（1: 気門）

有爪動物（カギムシ）の体表は所々に気門が配置され、そこから単調な気管が伸びる。気門は常に開いており、開閉を行わない。